# 40-мм корабельна гармата Vickers QF 2 pounder Mark II
40-мм (2-х фунтова) автоматична зенітна гармата Vickers QF 2 Mark II (англ. QF 2-pounder), також через характерний звук під час стрільби знана як гармата «пом-пом» (англ. pom-pom) — британська автоматична зенітна гармата розробки компанії Vickers-Armstrongs, що набула широкого поширення за часів Першої та Другої світових війн. Артилерійська система Vickers QF 2 Mark II була одним з основних видів зенітного озброєння бойових кораблів різного типу, що перебували на озброєнні британських та країн Співдружності військово-морських сил, а також деяких інших флотів.
Подальшим розвитком вдалої зенітної гармати стала модифікація зенітного автомата під номером Vickers QF 2 pounder Mark VIII, який широко застосовувався Королівським флотом та іншими ВМС за часів Другої світової війни.